# Max Tiegel
Max Tiegel (ur. 1877, zm. 1952) – niemiecki chirurg, uczeń Jana Mikulicza-Radeckiego.
Max Tiegel studiował medycynę w Kilonii i we Wrocławiu. Pracę doktorską obronił w 1901 roku. Później był asystentem Henlego w Miejskim Szpitalu w Dortmundzie i ordynatorem (od 1919 roku) w Marienkrankenhaus w Trewirze.
Jego dorobkiem są: specjalna kaniula do leczenia odmy opłucnowej a także aparat do sztucznego oddychania.